# スターオーシャン:アナムネシス
『スターオーシャン:アナムネシス』（STAR OCEAN anamnesis）は、スクウェア・エニックスより配信されているスマートフォン用ゲームアプリ。サービス期間は2016年12月8日 - 2021年6月24日。基本プレイ無料（アイテム課金制）。

## 概要
スターオーシャンシリーズの歴代作品の登場キャラクターが多数登場するクロスオーバー作品で、シリーズの20周年記念作品でもある。スマートデバイス向けタイトルとしては2013年の『スターオーシャン マテリアルトレーダー』以来となる。略称は『SOA』。
ストーリーモードではシリーズの世界観及び時系列に沿ったオリジナルストーリーが展開され、『スターオーシャン5 -Integrity and Faithlessness-』から2年後となる宇宙暦539年を舞台に物語が繰り広げられる。ライトノベル作家の和ヶ原聡司がシナリオライターとして参加しており、第一章『ランビュランス編』のノベライズを手掛けた後、第二章『-Twin Eclipse-』、第三章『-The Leash Code-』のシナリオを担当している。
企画段階では、将来的には「トライエースのオールスター大戦」とする案が挙げられており、サービス開始後についても『ヴァルキリープロファイル』などのスクウェア・エニックス自社権利のゲームの他に『インフィニット アンディスカバリー』（マイクロソフトとスクウェア・エニックスの共同プロジェクト）や『エンド オブ エタニティ』（セガ販売）といった開発が同じくトライエースである他社権利のゲームについてもコラボを打診して積極的にキャラクターを参戦させている。
2021年6月24日をもってオンラインサービスを終了し、メインストーリー閲覧など一部機能を利用可能なオフライン版へ移行した。

## ストーリー
銀河連邦の探査戦闘艦「GFSS-3214F」の艦長として宇宙を航行していた主人公は、突如正体不明の敵艦3隻からフェイズキャノン兵器での攻撃を受ける。
主人公は艦長である自身を除く全乗組員を脱出ポッドで避難させた後、艦船のワープドライブ機能で逃走を試みるが、敵艦も更に高出力のワープドライブで追いかけてきたため、主人公は危険を承知で赤色巨星の重力を利用したスイングバイ加速で艦船を加速させ、敵を振り切る決断をする。しかし、その時謎の空間湾曲が起こり、艦船がそれに飲み込まれるとともに主人公も意識を失ってしまう。
艦船のオペレーションシステムであるコロに起こされ主人公が目覚めると、艦船は地球から距離にして70000光年という、連邦の支配が及ばないほど遥か遠くまで離れた未確認惑星に漂着していた。艦船から外に出て周囲を探索した主人公は、紋章が刻まれた光る石「紋章石」を見付ける。
その時、主人公の元へ怪物に追われる女性が走って来る。主人公が持っている光る石に気が付いた女性は、その石を使って呪文の詠唱を始める。詠唱が終わると、そこにはなんと人型の生命体が召喚されていた。召喚術によって体力を消耗した女性は倒れ込んでしまうが、召喚された戦士たちの力を借りて怪物を殲滅することに成功する。
艦船に収容され、ほどなく回復した召喚の紋章術を使う謎の女性・リーシュだが、記憶を失っており自身の出生は思い出せないという。一行は、地球への帰還、およびリーシュの記憶を取り戻す目的のため、ある程度復旧した艦船で再び星の海へと出発する。

## システム
戦闘
シリーズ本編に存在した「キャンセルボーナス」や「ステップ回避」などを組み込んでおり、マルチプレイでは最大4人でのオンライン対戦が行える。
召喚所
召喚いわゆるガチャを行うための施設。レアが☆3～5のキャラや武器を入手可能。召喚にはミッション報酬などで入手できる紋章石やチケットを消費する。チケットによってキャラや武器が限定されている。
ボイスの切り替え
『スターオーシャン』及び『スターオーシャン セカンドストーリー』のキャラのみ切り替え可能。当初はPSP版のみ使用されていたが、2018年12月にSFC版及びPS版の切り替え機能が実装された。

## 登場人物
メインストーリーに関連しない限り、本作に登場する人物のみの記述とする。シリーズから登場している人物については各作品の記事を参照。

### メインキャラクター
主人公（デフォルト名なし） / 艦長
種族 - 地球人
武器 - なし
男性 / 生年月日 - 不明 / 身長 - 不明 / 体重 - 不明
本作の主人公。銀河連邦所属の軍人で、探査戦闘艦「GFSS-3214F」の艦長。連邦軍人として惑星探査の任に当たっており、殆ど交戦もなく他愛のない日々を送っていたが、正体不明の敵艦からの攻撃を機に事件に巻き込まれ、リーシュやコロ達と一緒に色々な惑星を旅する事になる。
小説版では銀河連邦第22宇宙基地所属の軍人で、両親ともに連邦軍に関連する仕事であったため、セクターθのコロニーという完全な人工空間で育ったことが述べられている。
イヴリーシュ / リーシュ
声 - 上坂すみれ
種族 - 不明
武器 - 杖
女性 / 生年月日 - 宇宙歴521年12月24日 / 身長 - 未定 / 体重 - 未定
主人公が艦船のワープドライブによって漂着した見知らぬ惑星でモンスターに襲われていた少女。主人公やコロの好意で旅に同行する。作中では、本人の提案により「リーシュ」の略称で呼ばれている。
長い金髪にヘアバンドを付け、布は多いが肩、胸元、へそ、脚といった要所を露出した白い衣装を着用している。
記憶喪失で自分の名前以外は何も思い出せず、自分がなぜ主人公が漂着した惑星にいたのかも全く記憶がない。紋章術によって生命体を呼び出す能力を持つが、これについてもどうやって覚えたものなのか定かではない。
心優しいながら勝気な性格で突発的な事態にも比較的対応が早く、慌てがちでいざという時に頼りにならないコロに代わって状況を整理する役を担うことが多い。
惑星ラーザに辿り着いた際に突如豹変して一行に別れを告げ、決別して独自行動を取るようになる。その後は黒い衣装に身を包み、葛藤しながらもオーベル軍やアスモデウスに協力する姿勢を見せていた。これはラーザが異世界の「地球」であることを知り、ラーザを元の世界に戻して宇宙の秩序を正す目的のためであったが、一行の説得やジヴェルとの再会によって考えを変え、再び一行の仲間に戻った。
その正体はこの世界（エターナルスフィア）の創造主であるFD世界に住む一般のFD人であり、仕事人間の父や厳しい母の下で育つ。スフィア社に勤めていた父のリストラを機に家庭は更に荒れ、孤独感を晴らすためにエターナルスフィアに度々精神転送を行っていた。しかし、「あの時」を機にエターナルスフィアが消滅したことで狼狽し、その消滅の原因を探るためにエターナルスフィアに侵入（侵入の経緯は不明）、約200年前である宇宙暦539年にタイムワープした際に記憶を喪失したところで主人公と出会ったというのが真相である。
ジヴェルとの出会いを機に記憶は復活し、自分がエターナルスフィアの人間でないことは認識しているが、それ以降も自分の正体は隠しつつも一行の仲間を越えた「家族」として接し、エターナルスフィアの消滅した原因について探り続けている。
コロ
声 - 中尾隆聖
種族 - ロボット
武器 - オーブ
不明 / 生年月日 - 宇宙歴535年5月6日 / 身長 - 不明 / 体重 - 不明
主人公が乗っている艦船に搭載されたオペレーションシステム。作中では、小型のロボットの姿で主人公たちと接する。惑星間の移動、惑星の調査、通信、索敵といった艦船のあらゆる機能を担う。
正式名称は「OCAI-880-56型」だが、呼びづらいことから専ら「コロ」の愛称で呼ばれる。コロから他の人物に呼びかける際は大抵「（名前）さん」と普通に呼ぶが、第三者について話す場合など、しばしば「個体名、（名前）」と表現することもある。
後述のように性格面で難があるため同型機は大半が返品されていることから、使い続けてくれている主人公には恩を感じており、主人公のことだけは常に「艦長」と呼ぶ。
おにぎり状の形をした身体に丸い獣耳がついた丸っこい造形で、見開きっぱなしの目や口など容姿は必ずしも可愛いとは言えず、特にアップになると「怖い」や「インパクトがある」と評されている。表情変化は眉が動いたり目がうるむなど若干あるが、大きく表情が動くことはなく基本的にアクションで感情を表現する。普段は腕と足は収納されており任意で出すことができるが、腕はボディビルダーのように異様に太く筋骨隆々なのに対し、足は身体に対して異常に小さく折れそうなほどというアンバランスな体型となる。
円滑なコミュニケーションのため過剰なほど人間くさい性格として作られており、しょっちゅう不用意なことを言ってリーシュに冷静なツッコミを入れられている。また、焦ると早口でまくし立てるように話し出し何を言っているのかわからなくなる。大量のバナナを備蓄しており、食べ物の話題になるとどこからともなく取り出す。
ベルダ・クレーマン
声 - 井澤詩織
種族 - 不明
武器 - 銃
女性 / 生年月日 - 宇宙歴526年10月12日 / 身長 - 未定 / 体重 - 未定
一行がランビュランス宇宙基地で出会った天才少女。一人称が「わし」で、語尾に「～のじゃ」という老人じみた口調が特徴。驚くと「わにゃっ!?」と声を上げる。
サロペット状の服の上から、サイズの合っていない大人用と思われる白衣を着込んでいる。足にはバーニィ型のスリッパを履いており、このスリッパにはジェットエンジンが搭載されており飛び上がることができる。
類まれな科学知識を持ち、主人公達一行が調査していた灼死病ウィルスについても第一人者として3年間ワクチンの研究を続けていた。両親は灼死病で早くに失くしており、祖父のブランに引き取られて育っている。
一行が秘密基地に潜入した際に後ろからおもちゃの銃で警備兵のふりをして脅かした後、灼死病ウィルスの治療薬を作るための協力を要請。偶然主人公が灼死病に罹患し、抗体が生まれたことでワクチンの作成と量産に成功する。
灼死病の治療体制が整い、ランビュランスに新政権が誕生して惑星ランビュランスに平穏が取り戻されたことで、以降は主人公達の旅に同行する。
子供だが、その境遇やランビュランスでの経験を経てかなり達観しており、「自分はまだまだ子供であること」を自覚した上でその判断力の高さや感情への機敏さで一行を助けている。
ティカ・ブランシュ
声 - 悠木碧
種族 - 不明
武器 - アーム
女性 / 生年月日 - 3月2日 / 身長 - 未定 / 体重 - 未定
惑星ダフティーネの市民と見られるセーラー服を着た少女。一行が救難信号を受けて回収した、惑星ダフティーネの移民輸送艦クーゴ搭載の救命艇から救出されたことで出会った。
輸送艦での家族との移民の途中で襲撃された際に救命艇によって脱出したと語っているが、その事実は未開惑星でしかない惑星ダフティーネの現況と矛盾している。謎を探るために彼女を救出した一行と共に惑星ダフティーネを冒険するうち、彼女が未来からタイムワープして来たことが有力視されていく。
聖地アジールにて召喚紋章術の干渉から発生した時空断裂に戦闘艦ごと巻き込まれ、一時消息不明になる。一行は悲嘆にくれるが、実際は8年前にタイムワープしており、その後「ダフテスの使い」として母親の名前であるエレインを名乗って再度惑星ダフティーネに降りて来ていた。8歳年を経て成長した姿で一行と再会し、再び仲間に加わる。
ベルダから自分用に作った自動防衛機構付きのパワードアームを譲り受けており、惑星ダフティーネに降下して以降はこれで戦闘を行っていたが、再会した8年後の彼女はベルダへの憧れから単身で銃を使うようになり、「ダフテスの使い」として銃の技術をルバーリカに伝えている。
家族は祖父と両親と兄がおり、移民艦襲撃の際に離れ離れになったが、後に兄であるリカルドとは再会している。
リーシュの力を利用した、惑星ラズリにあるウルザ・システムからのタイムワープによって故郷である200年後の世界に一度は戻ったが、200年後のダフティーネを襲った異変の正体を突き止める目的もあり、再び一行の仲間として加わった。
マルチロールになっており、進化後に違うロールに変更することが出来るようになっている。最初は「Episode 2」のみ使用可能だが、「Chapter 7」をクリアすることで通常ミッションでも使用可能になる。
レコロ
声 - 野沢雅子
種族 - ロボット
武器 - なし
不明 / 生年月日 - 不明 / 身長 - 不明 / 体重 - 不明
ティカが乗っていた輸送艦クーゴの救命艇56号に搭載されたオペレーションシステム。
正式名称は「RESCUE-AI-056」。「レスキュー」、「0」、「レプリケート」から、コロが「コロ」に「レ」を付けた「レコロ」という愛称を付け、以降はその呼び方が定着している。
「貴艦に馴染む外装」として、コロの造形を元にレプリケートされているため、ロボットとしての姿はコロによく似ており、やや小型であること、オレンジ色の体色、目つき、デザイン等の違いはあるものの、コロと同じおにぎり状の形をした身体を持っている。コロと同様に側部からマッチョな腕を出すことも可能。
人間くさいコロとは異なり非常に事務的な口調で、「○○（二字熟語）する」と結論を先に述べてから話を始めることが多い。
非常時のみ起動するAIであるため、惑星ダフティーネの情報と実態とのずれについてはティカの認識以上のものは殆ど持っていない。また、あくまで救命艇AIであるため人を傷つける行為である戦闘の指揮などは行うことができず、無理に行おうとするとシステムが破壊されてしまう。
救命艇AIとして常に彼女の安全を優先して考えており、コロと違って艦船の外に出ても支障がないためほぼ寄り添っている。
ユーイン・ラクスター
声 - 豊永利行
種族 - 不明
武器 - 双剣
男性 / 生年月日 - 宇宙歴522年9月21日 / 身長 - 未定 / 体重 - 未定
惑星ダフティーネのカルローネ市の領主である大貴族・ラクスター家の五男坊（末っ子）。家督争いには関与しない上、戦争での勲功を優先して兵を前線に送ることに躍起になり、領地内の平定をおろそかにするラクスター家の家族とは折り合いが合わない。
姉のエスリンとは比較的良好な関係だが、本人もラクスター家という家系は名を借りる程度の意味にしか見ておらず、家にあまり戻らず一人流浪の旅を続けている。
ルバーリカ王国全体がバッシェンとの戦争で疲弊している状況を強く憂いており、自分の力で戦争を止めたいと考えているが、ダフティーネの人間からは大抵鼻で笑われている。
その境遇からかなり世慣れしており、柔軟で融通が利くものの、周囲に理解者や友人は少ない。
ウェルチとは旧友で暴走しがちな彼女を止める役割に回ることが多く、基本的には常識的な性格なのだが、意識した「演技」は周囲から引かれるほど下手である。
ウェルチ・ビンヤード
声 - 半場友恵
種族 - 不明
武器 - ハンマー
女性 / 生年月日 - 宇宙歴521年4月1日 / 身長 - 157cm / 体重 - 45kg
惑星ダフティーネのカルローネ市南部で鍛冶屋を営む女店主。シリーズ過去作それぞれに登場した彼女とは別人だが、名前のみならず容姿・性格もそっくりである。
シリーズ過去作の彼女と同じく極めて自分勝手で騒がしい性格で、度々周囲を振り回している。特に、彼女の知らない技術に出会うと毎度のように目の色を変えて仕組みを調べようと暴走し、主人公達に無理矢理抑え込まれている。
ユーインとは旧友で「ユー坊」と呼びかける仲であり、心を許せる存在の少ない彼にとって数少ない友人となっている。恋人ではないが、ティカに恋人かどうか問われた際には過剰に興奮して否定するなど、男女としてもお互いに意識し合っている。
元から艦内にいた『スターオーシャン5 -Integrity and Faithlessness-』のウェルチとは何かと張り合っているが、似た者同士であるためいつも決着が付かずにいる。
カーリン・ケイソン
声 - 赤﨑千夏
種族 - フォックステイル
武器 - 鎌
女性 / 生年月日 - 11月24日 / 身長 - 未定 / 体重 - 未定
バッシェン軍に所属している女性。「獣の魔女」の異名を持ち、敵対するルバーリカ側にもその名は知られ恐れられている。
「ダフテスの使い」によってもたらされた力としてリーシュと同様に召喚の紋章術を行使することができ、この能力で「バッシェンの獣」、一行がバーベッドと呼ぶ生命体を召喚することができる。
バッシェンでは「狐魂の民」として一族もろとも迫害を受けてきたが、ジヴェルに才能を見出されて召喚紋章術の力を与えられ、右腕として仕えていた。
カルローネ外れの森で主人公達一行と初対面し、躊躇なく殺そうとしたが、仮面の男の妨害に遭い退却した。
その後は魔女たちを率いて王都を襲うが、主人公一行の抵抗の前に再度失敗し、主人公達と一緒に王都の牢獄に投獄される。仮面の男に牢から助け出される代わりに紋章術の封ぜられた首輪を付けられてバッシェンに向かうことを強要され、主人公達をバッシェンに送り届けた。
事実上主人公達を捕縛した形になり上官であるジヴェルに報告するが、そこで彼が豹変し、本性を現したことで見限られる。
自らの拠り所を失った彼女は暫く思い悩んだ末、最終的に主人公達の仲間に加わりジヴェルとも敵対することになった。
クールで現実主義的な性格であり、戦争での殺戮などは感情的に割り切っているものの、面倒見のよさや優しさも備えており、敵対関係にない人間には彼女なりに言葉を掛けて励ますことも多い。過去の出来事は思い出さないようにしているが、1年前に妹のマキアと遊んでいたことがある。
シリーズ過去作にも登場した狐を祖先とした種族「フォックステイル」であるため非常に長命であり、狐耳と6つの尾を持つ。1つの尾が生えるのに80年以上とされるため400年以上生きていることが示唆されており、ティカらの故郷である約200年後の世界でも存命していることが確認されている。
ヴァルカ・S90
声 - 田村睦心
種族 - モーフィス人
武器 - ランチャー
女性 / 生年月日 - 宇宙歴14年7月19日 / 身長 - 未定 / 体重 - 未定
先進惑星EnIIより「モーフィスの戦士」として派遣されてきたサイボーグの女性。
衛星マスティマに降り立ち、2つの惑星ダフティーネ、ダフテスを監視する役目を命ぜられ単身で宇宙航行していたが、姿の見えない勢力からの攻撃によりダフテスに不時着し、1年間寂寥の念を抱きながら監視任務を行っていた。
ダフティーネからダフテスに飛ばされた一行を助けたことを機に一行と合流し、仲間として行動するようになる。
『スターオーシャン4 -THE LAST HOPE-』に登場したバッカスの娘。普段は冷静で淡々とした口調だが、実際のところ自身の「モーフィスの戦士」という立場から意識的にそう話しているものであり、叱られたり喜んだりして感情が高ぶると本来の子供じみた話し方が顔を出す。
英雄でもあるバッカスの娘としてまだまだ一人前でないことにコンプレックスがあり、艦内で時空を超えた際に出会った過去のバッカスにも自身が娘であることは伝えていない。ただし、誤って「父様」と呼んでしまうなどのアクシデントを度々起こしていることもあって彼は既にそのことに気付いており、激励の言葉を贈っている。
アンリ・アンル・アンリ
声 - 細谷佳正
種族 - リカントロープ
武器 - ライフル
男性 / 生年月日 - 1月11日 / 身長 - 未定 / 体重 - 未定
惑星ダフテスの住人で、廃都オーネルセンに存在する人類保存研究所「アーク」の所長を務める男性。
約3万年前の人間で、惑星全土を覆った「獣化の病」によって文明が崩壊していく危機に対処するため、病に対処できる者を待つために数千の人間と共にコールドスリープで眠り続けていた。
彼自身は病に適応した数少ない人間の一人で、獣の姿となっても理性を維持することができる。
常に物腰穏やかで落ち着いており、かつ非常に献身的でストイックな性格で、その境遇故か食事を楽しむことすら死んでいった人民のことを考えて抵抗感を覚えるほど。
銀河連邦の一員である主人公達一行が現れたことで、ダフテスの人民を救うため旅に同行する。
リカルド・ブランシュ
声 - 杉田智和
種族 - 不明
武器 - 両手剣
男性 / 生年月日 - 12月3日 / 身長 - 未定 / 体重 - 未定
ダフティーネで出会った謎の男。バイザーを付けており、顔を隠している。
カーリンによる襲撃を受けた一行の元に現れ、彼女の召喚紋章術に対抗する刃を使って退けたが、その一方で一行にも非常に高圧的な態度を取り、特にティカに強い執着を示す。
その後もルバーリカ軍に捕われた一行を逃がすなど協力し、ルバーリカとバッシェンの両国に主人公達一行とも異なる謎の目的をもって動いていた。
その正体はティカの実兄「リカルド・ブランシュ」であり、ダフティーネでは「リカルド・フランツ」としてルバーリカ王国将軍の地位に就いていた。
現在にあたる「過去」に飛ばされた際に同じタイミングで妹よりさらに8年前に飛ばされており、そこでマスティマと出会った際に協力関係を築いた。妹であるティカに対しては兄として守ってやらなければならないとの自覚があり、不器用な愛を注いでいる。
ティカと同様、イヴリーシュの力で一度は故郷の約200年後の世界に戻ったものの現在は再び一行に同行している。
ジヴェレーゼ / ジヴェル
声 - 小野友樹
種族 - 不明
武器 - 杖
男性 / 生年月日 - 12月24日 / 身長 - 未定 / 体重 - 未定
バッシェン軍の将軍であり、総司令官を務める紋章術士。皇帝に次ぐナンバー2であり、カーリンの上司でもある。愛称は「ジヴェル」。詳しい正体や目的は明らかになっていない。「ダフテスの使い」として惑星ダフティーネに現れ、その比類なき実力で現在の地位に取り立てられた。
皇帝に忠実かつ部下にも実績を残していれば少々の失策は不問にするなど寛容な態度を取っており、理想的な将軍としての立場を装っていたことから彼女にも慕われていた。
しかし、カーリンが捕縛してきた一行の中からリーシュの姿を目に留めた途端に態度を一変し、周囲が戸惑いを見せるほど興奮して自己中心的な本来の性格を露わにし、彼女の正体や召喚紋章術を使える理由について知っている素振りを見せており、常軌を逸した執着を見せていた。
約100年前に時空断裂に自ら飲み込まれ際にマスティマの作ったエクス・ジーヴァに来訪し、そこで紋章技術を盗み出したことが後に明らかになる。
召喚紋章術による「エクササイザー」の召喚した後に平行世界に繋がるほどの時空断裂の発生して、その平行世界ではなく「世界の狭間」があり、その先に彼女を「連れ帰る」ことを目的に強引に連れ去る。
彼女に召喚紋章術を使うよう誘導することで生まれた「世界の狭間」にリーシュと共に向かい、追ってきた一行を待ち受けるが、決戦の末に敗北した際に消え去った。
その後はアズライト星系宙域に流れ着いており、オーベルを支配するためにオーベル人の要請でアスモデウスを召喚するも、リーシュらとの戦闘で傷付いていたこともあり敗北し、囚われて意識を失う。その後は紋章エネルギーの抽出及びリーシュへの脅迫のためアスモデウスに利用されていた。
戦闘艦シルヴァラントにて意識を失ったまま主人公達と再び対面する。助け出す意図はなかったが、ジヴェルの存在がリーシュの枷になっていることを見抜いた一行によって身柄を回収されて一行と合流する。その後はマスティマの管理下に置かれ、贖罪をさせる意味もあって一行と共に動くこととなる。
その正体はリーシュの弟であり、姉と同じFD世界の人間。姉より大幅に年上に見えるが、これはエクス・ジーヴァで過ごしていた十数年間に正体を悟られぬよう肉体を成長させていたためであり、エクス・ジーヴァ来訪当時は10代の子供の姿であった。
マスティマ
声 - 伊藤かな恵
種族 - 不明
武器 - 本
女性 / 生年月日 - 不明 / 身長 - 未定 / 体重 - 未定
惑星ダフティーネの衛星「マスティマ」の主である女性。マスティマに存在する紋章博物館「エクス・ジーヴァ」の館長でもある。
『スターオーシャン セカンドストーリー』にて描かれた37億年前の惑星ネーデで10種の生体兵器「神の十賢者」を生みだした「第一次十賢者防衛計画」に続く、「第二次」の防衛計画のため試作的に制作されていた存在のひとつ。
紋章学の研究に傾倒して一線を画した実績を持ち、世界を滅ぼしかけた「崩壊紋章」も元は彼女の研究成果として生み出されたものである。
しかし、十賢者の暴走によりネーデが壊滅状態まで追い遣られるという第一次計画の結果を受け、ネーデ防衛に無関心的であったこともあってネーデは事件の再発を防ぐためにマスティマの捕縛を決定した。
辛くもそこから逃げ延びて、数億年前にダフティーネの衛星に居を構え、彼女の紋章学の叡智を集めた塔であるエクス・ジーヴァを築き上げた。
中性的な口調であり、一見超然とした掴みどころのない性格だが、他人をからかうことを好む子供っぽい一面を持ち、しばしば戯れに他人の感情を揺さぶるような言動や事件を起こしてリカルド達を辟易させている。
ヒース・ビューロー
声 - 逢坂良太
種族 - ヒューマン
武器 - 双剣
男性 / 生年月日 - 宇宙歴519年8月30日 / 身長 - 未定 / 体重 - 未定
アズライト星系の惑星ラーザ宇宙軍に属していた男性。軍の少尉であったが、現在は上官のジャンヌに軍籍を抜かれて民間人扱いとなっている。
敵星であるオーベルの難民と共に救命艇に乗り、一行の乗るGFSS-3214Fに向けて救護要請をしてきたことで主人公達と出会う。
元々は商社に勤めるアントニオとその秘書テルミを両親に持つ裕福な生まれだったが、オーベル軍の攻撃により両親を亡くして戦災難民となる。その後は宇宙海賊であるローズ一家の一員として拾われていたが、ジャンヌとの出会いを機にローズ一家を脱退する。これが不和となり、ローズ一家からは裏切り者扱いされている。
軍規に沿った畏まった話し方は弁えているものの、素はかなり粗野な口調であるため、つい地が出てしまって訂正することが多い。カーリンやアンリに指摘されて以降は基本的に素の口調で話している。
ジャンヌ・マースウェスト
声 - 大西沙織
種族 - ヒューマン
武器 - 鞘剣
女性 / 生年月日 - 宇宙歴513年12月1日 / 身長 - 未定 / 体重 - 未定
ヒースの上官である女性。ラーザ宇宙軍の少佐で、惑星艦イザベルの艦長を務めている。
可憐な容姿で口調も常に丁寧だが、屈強な男性にも負けない怪力と身体能力を持ち、精神的にも自他ともに対して厳しく有無を言わせぬ迫力と押しの強さを持つ。言い寄って来た男を中心に、多くの者を再起不能に追い込んでいる。
ヒースからは「ボス」と呼ばれ信頼を置かれているが、それとは別にヒースに驕りが見えた際は強烈な迫力で皮肉めいた叱責を行い、時には体罰も発生するため恐れられてもいる。軍部外の人間に対しては無礼が無い限り丁重に接し寛大な態度を取るが、その場合もミスに対する怒りなどははっきりと口調に出すため、しばしば相手を怯えさせる。
軍に赴任して間もない頃、第12宇宙基地で瀕死になっていたヒースの両親に会い、ヒースを探して保護するよう託された。6年後にローズ一家の一員となっていたヒースを拾い、約束を果たすために「最も安全な場所」であるとして自身の元に部下として置いている。
ファントム艦隊からの襲撃を機に一行と合流し、そのままアスモデウスとの決戦を行う。その後はヒースと共に一行の仲間に加わっている。
ラヴァーニア・ローズ
声 - 和氣あず未
種族 - 魔族（ハーフサキュバス）
武器 - 鞭
女性 / 生年月日 - 宇宙歴522年6月8日 / 身長 - 未定 / 体重 - 未定
スターダスト・バザールの海賊のローズ一家の頭目であるガルトーガの一人娘。外見はオーベル人の亜人である母親の血が強く出ており、ヒューマン系であるガルトーガとは一見して父娘に見えないため関係を疑われることが多い。
ヒースとは旧知の仲で、親しい人間からは愛称の「ラヴァー」、一般の海賊たちからは「お嬢」と呼ばれる。
ローズ一家の本拠地に現れたバーベッドを退治してもらったことの礼として、自身が作った艦船「オーバーマン号」を一行に貸し与えた。
恵まれた環境で育ち周囲から丁重に扱われる中、ヒースに対しては唯一の対等な友人だと思っていたが、何も言わずローズ一家から離反したことで憤りを感じ、疎遠な態度を取り続けていた。しかし、その経緯をヒースから伝えられたことで一定の理解を見せ、以後は態度をやや軟化させている。
ビキニ水着のようなトップスとショートパンツを組み合わせた露出度の高い衣装を着ているが、腕はファーの付いた厚い衣装で覆っており機械の翼が付いている。

### サブキャラクター
ブラン・クレーマン
ベルダの祖父。灼死病の研究を行っていた博士であり、エルドラムからは「クレーマン博士」と呼ばれている。
ランビュランスが推し進めている惑星コールドスリープ計画について、エネルギー源となるレアメタル採取のため行っていた惑星侵略の残虐性に気付き、強く反対していた。
公的には灼死病のウィルスを散布し、それに伴って起きた市民暴動によって殺されたという狂人同然の扱いを受けていたが、実際は計画の中止を求める提言に向かった際に政府高官に致命傷を負わされた末、灼死病によってモンスター化した際に自我を殆ど失いながらも生き延びていた。
モンスターとなった結果、逆に灼死病の媒介源となり、エルドラムが地区一帯ごとコールドスリープさせて対処しようとするも逃げ延び、ようやく地下深くに幽閉されるも再び脱出して一行の前に立ちはだかる。
最終的には一行に討伐され、しばらく人間としての自我を取り戻してベルダに別れの言葉と「宇宙を救ってほしい」という思いを告げた後に死亡した。
エルドラム
惑星ランビュランスを支配する独裁者。計画を邪魔するものとして、度々方々の惑星で一行を襲う。元はベルダやブランと同じく灼死病の一介の研究者だった。
幼い彼女の面倒も見ており、ベルダからは「ブランが父親代わりならエルドラムは母親代わり」と述べている。モンスター化したブランの攻撃から彼女を庇って致命傷を負い、残った力で止めを刺しつつ死亡した。
ヴァル
惑星ランビュランスの市民。トオル、クルトと共に行動している大柄な男性。肌が褐色で全身に刺青があり、獣の尾を持つなどシリーズに登場した種族であるハイランダーに酷似した容姿を持つ。
岩陰に隠れていたにもかかわらず一緒に戦ったように振舞うなど調子の良い部分も目立つが、持ち前の面倒見が良く熱血漢な一面を活かして一行のリーダー役を務めている。
エルドラムの命令のまま辺境惑星の盗掘を行っていたが、惑星ヴィレで出会った主人公達一行にその行為が星を殺していることを告げられ、意を決して仲間と共にエルドラム達惑星幹部への反乱を行った。
小説版では単純で暑苦しいギャグキャラとしての描写が強くなっており、ランビュランスによる侵略行為を詫びて大袈裟に泣き叫びつつペーパーナイフで腹を切ろうとして失敗し、大袈裟に痛がるという一人芝居を演じている。
トオル
惑星ランビュランスの市民。ヴァル、クルトと共に行動している若い女性。地球の関西弁と同じ口調で話し、容姿としてはヴァル達一行の中で最も普通の地球人に近い。
クルト
惑星ランビュランスの市民。ヴァン、トオルと共に行動している少年。魚類のような耳介が特徴であり、状況によらず非常にのんびりとした口調で話し、コロのことを「かわいい」と形容するなど、他人とは異なる独特のセンスを持つ。
優秀な記憶力と統率力を持った兄・ロルフがおり、友人であったヴァルたちを助けた後に灼死病で亡くなった。ヴァンとクルトはこの縁で知り合っている。
小説版ではヴァルやトオルに対して「ああいう『いい人達』が平和になった時に必要。蛮勇を振るって死なれたら困る」と冷静で中立的な見方をし、主人公達一行の艦船の不調も素早く把握して適切な指示を出すなど、口調からは想像も出来ない聡明さを覗かせている。
このギャップにより、小説作中では種族の違いで子供に見えるだけでそうではない可能性があり、ランビュランスの反乱組織の一員でヴァンとトオルの監視役であるという可能性も示唆されている。
バッシェン皇帝
バッシェン国の皇帝。カーリンたち武功を認めた部下を厚遇するなど傲慢さのない施政者であった一方、主戦派であり敵国ルバーリカ国の人間を蛮族扱いして見下していた。
ジヴェルに対しても総司令として信頼を置いていたが、リーシュと対面したことで豹変した彼に裏切られる。
そのままカーリンに嵌められていた首輪に付与されていた転移紋章術に一行と共に巻き込まれ、獣化の病でワーウルフ化した人類の跋扈する惑星ダフテスに1人飛ばされてしまっていたが、戦士上がりという経験が活きて生き延び、アンリが目覚めさせたダフテスの人類に救助されて生還する。その後はダフティーネに戻って皇帝としてルバーリカとの平和条約締結を行った。
バッシェン皇太子
バッシェン国の皇太子。皇帝が不在となったことでバッシェンの政権を握り戦争を主導していた。
皇帝以上のタカ派でルバーリカの完全滅亡を願っており、ジヴェルの力を借りて総攻撃を行うが、聖地アジール崩壊に伴う国民のバーベッド化に巻き込まれたことで人間として死亡した。
ガルトーガ・ローズ
スターダスト・バザールを根城とする宇宙海賊のローズ一家の頭目で、ラヴァーニアの父親。スターダスト・バザールの評議員でもあるため、表世界と裏世界の両方に強い影響力を持っている。
無骨で鍛え上げた体格からも見て取れる通りの頑固で豪胆な男だが、世慣れしており状況や感情を察する能力は高い。
ケビン・バークタイン
声 - 緑川光
身体の大部分が機械化されたサイボーグの男性。同じサイボーグの身体であるヴァルカと比べ、顔がモニターになっていたりアンテナが付いていたりと外観にロボット的な要素が強く、技術の古さを感じさせる。
『スターオーシャン4 -THE LAST HOPE-』にて登場した「アナザーアース」である地球人の生き残りであり、ミラが持つ研究施設で育った養子でもある。アナザーアースが時空断裂に巻き込まれ、もう一つの地球が存在する異世界に転移して以降、670年以上を過ごしている。
「ケビン」という名前は義母であるミラが流産した息子に付けようとしていた名（原作辞書では出産しており2歳の時アナザーアースに墜落した宇宙船の破片の調査同行中の事故による原子崩壊で失った愛息の名）であり、ミラが建造した反物質炉の名前でもあるが、彼自身によれば「ケビン」なのはあくまで偶然であると言う。
ミラが起こしたとされる制御しきれない力の利用による惑星規模の災害が再び起きることに強い危機感を抱いており、エネルギー体である紋章石の利用を制限するために独立星域であるスターダスト・バザールを設立した。
惑星ラズリにある「ラズリ・ストーン」が持つ危険性に気付き、そこから人類を遠ざけるため、ラズリの管理者となっている。物腰は丁寧だが、人類の未来のため力の悪用を防ぐことには非常に強い信念を持っており、そのための決意は固い。
アスモデウス
声 - 置鮎龍太郎
『スターオーシャン』にて登場した魔界の王。既に死んだ存在だが、ジヴェルにより召喚されたことで復活する。リーシュ達との戦闘で傷付いていたジヴェルを逆に制圧し、惑星オーベルの総司令官として軍部を掌握した。
ラティクス一行に倒され死ぬ直前に血を採取された記憶から、自身が「石化病」ウィルスの宿主であることに気付いた。復活を遂げたことで復讐のため「地球」である惑星ラーザの侵略を渇望しており、ジヴェルを人質としてリーシュを味方に引き入れたことでリーシュやジヴェルの呼び出すファントム艦隊を勢力下に置いた。
ファントム艦隊と石化病の2段構えでラーザを侵略し、ラーザを元の世界に戻す計画であったが、ファントム部隊がコロの操るGFSS-3214Fによって殲滅されたこと、ラーザ人が受け継いだ耐性遺伝子「フォーチュン・ベイビー」の力により石化病を無力化されたことで打つ手が無くなり、オーベルの旗艦である戦闘艦レゾニアに攻め込んできた一行に破れかぶれに襲い掛かるも敗北。再び野望が潰えたことの無念を嘆きつつ消滅した。
ユーイチ・オークヴィル
声 - 中村悠一
種族 - 不明
武器 - 鞘剣
男性 / 生年月日 - 2月20日 / 身長 - 不明 / 体重 - 不明
とある未開惑星で出会ったサヌキノ国出身の青年。「タニシを見つけたら倒せ」という郷里の母の教えに従っており、宇宙に誇るタニシを殲滅するため当艦に乗艦している。雅魅柚酢という流派を極めており、鬼と評されるほどの達人となったというが、何の流派であるかは不明。モデルは中村悠一。
スティーブ・K・マフィア
声 - マフィア梶田
種族 - 不明
武器 - 銃
男性 / 生年月日 - 10月14日 / 身長 - 不明 / 体重 - 不明
とある未開惑星で出会ったヤマトノ国出身の青年。タニシ殲滅という大胆な目標を掲げて旅に出た友人のユーイチを放っておけず、共に旅をしている。厳つい見た目とは裏腹に軽快な口調で話す専門学校の講師で、「高速のスティーブ」の異名で知られている。モデルはマフィア梶田。
トモカズ・フラック
声 - 杉田智和
種族 - 不明
武器 - アーム
男性 / 生年月日 - 10月11日 / 身長 - 不明 / 体重 - 不明
とある未開惑星で出会ったムサシノ国出身の青年。ユーイチとマフィアとは浅からぬ因縁があり、度々二人の前に現れて勝負を挑んでいるが、敗北しているという。怪我をした所を心配して治療してくれたレナには信奉しており、彼女のお願いならどんなことでも叶えてみせると発言している。モデルは杉田智和。
すみリーシュ
声 - 上坂すみれ
種族 - 不明
武器 - ライフル
女性 / 生年月日 - 12月19日 / 身長 - 不明 / 体重 - 不明
忘却の聖地ワドラムで出会ったサガミノ国出身の女性。遺跡のシステムの暴走により、ラジオ番組の収録中に異世界から召喚されてきた。大らかに現状を受け止めており、ラジオのネタになりそうと様々なことにチャレンジしている。麺類をすすって食べることが少し苦手だが、絶賛練習中であるという。モデルは上坂すみれ。
シオリ・クレーマン
声 - 井澤詩織
種族 - 不明
武器 - 本
女性 / 生年月日 - 2月1日 / 身長 - 不明 / 体重 - 不明
忘却の聖地ワドラムで出会ったブシュウノ国出身の女性。遺跡のシステムの暴走により、ラジオ番組の収録中に異世界から召喚されてきた。最初こそ動揺していたが、数時間もしないうちにすっかり艦の仲間と打ち明けており、以前から仲間だったようにさえ感じるという。ダジャレや回文が好きであることから「シオリごり押し」という回文を手帳にメモしている。モデルは井澤詩織。

## 舞台

### 艦船
GFSS-3214F
主人公を艦長とする銀河連邦の探査戦闘艦。コロことOCAI-880-56型をオペレーションシステムとして用いている。他の乗組員は全て脱出ポッドで避難してしまったため、ゲーム開始時点では主人公しか乗員は残っていない。
ダフティーネ－ダフテス間で起きた時空断裂に巻き込まれて8年前にタイムワープし、マスティマの元に送られた際にマスティマの技術で強化が施されたことで大幅な性能向上がなされ、複数の戦闘艦を単機で苦も無く退ける程の非常に高い性能を有している。
オーバーマン号
ラヴァーニアが個人的に作成した宇宙船。誰の手も借りず独力で作成したため、ラヴァーニアは「命の次に大事」と語っている。ローズ一家のアジトにバーベッドが侵入した際に主人公達が討伐したことの礼として、ラヴァーニアから貸し与えられた。
その後はアズライト星系内でラーザ、オーベルの両軍に見咎められず活動できる船として、GFSS-3214Fに代わり使用されることになる。
あくまで個人用の宇宙船であり戦闘は想定していないため、スペックは銀河連邦の艦船に劣り、特に索敵やレーダー等の性能は低い。
戦闘艦イザベル
ジャンヌが艦長を務める、第1艦隊（後に第5艦隊に転属）が保持する戦闘艦。
ラズリでファントム艦に襲われた主人公達を救うなど活躍したが、一行がシルヴァラントに乗り込んだ時点でアスモデウスが放ったファントム艦隊の攻撃を受けて轟沈した。
戦闘艦シルヴァラント
オーベル軍が持つ旗艦。惑星ロークに対するアスモデウスの侮蔑的な感情のため、あえて時代遅れで旧型の戦闘艦にロークの地名が付けられている。
戦闘艦レゾニア
オーベル軍が持つ旗艦。アスモデウスの本命艦であったが、主人公達が乗り込み制圧された。

### 惑星
ランビュランス
宇宙開発の技術を持った先進惑星。80年前より奇病「灼死病」が広がったことで一時期は全人口の半分を失い、現在も灼死病の制御はできずにいる。
CS計画によって本星は大部分が凍結処理されており、大部分の住民は宇宙基地へ移住する、もしくは未開惑星へのパルスタワー建設任務に加わっている。
主人公達一行が各地の惑星でCS計画により建てられたパルスタワーを見たことで事態に介入、ランビュランスの宇宙基地及び本星に乗り込んで解決に導いた。
ダフティーネ
ランビュランスからほど近いダフト星系の惑星。ダフティーネ船籍の救命艇に乗ったティカを保護したことで、母星へと送り届けるため一行が向かった。
しかし、救命艇を飛ばした星にもかかわらず、現状の文明レベルは地球の16～17世紀程度で、宇宙航行段階には到底至っていなかった。調査を進めるうち、ティカは現在のダフティーネではなく200年後のダフティーネからタイムワープして来たことが明らかとなる。
一行が訪れた際はルバーリカ王国とバッシェン帝国との聖地アジールを巡る戦争「聖地戦争」が数百年続いており、両国とも疲弊していた。
フェイズガンが「使いの光矢」として持ち込まれるなど、ダフテスの使いによって先進文明が部分的にもたらされているため、現在の文明は先進文明が混在したやや歪なものとなっている。
主人公達が砲撃によって聖地アジールを破壊、バッシェン皇帝によってダフテスの真実が明かされたことで両国の争いの火種は無くなり、戦争は終結した。
ダフテス
ダフティーネの双子星。ダフティーネでは「ダフテスの使い」がここから聖地アジールにやって来ると信じられている。
かつては数億人の人口を持つ先進惑星であったが、惑星全土を人を獣化させる「獣化の病」が覆ったことで約3万年前に文明が滅亡。
約8000人ほど残った獣化の病に適応した人物達を首都オーネルセンの人類保存研究所にコールドスリープさせ、セキュリティやガードロボットで固く閉ざした上で事態を解決できる者が外部から来るのを待ち続けていた。
現在は廃墟となった地表に、ダフテスの人民の成れの果てである獣人が住み続けている状況となっている。
マスティマ
ダフティーネ及びダフテスの衛星。ダフティーネの人間からは単に「月」と呼ばれている。
37億年前にマスティマがこの星に辿り着いた際にここを拠点とし、紋章博物館「エクス・ジーヴァ」を創設した。
エクス・ジーヴァは居住施設等を併設した巨大建造物だが、マスティマの紋章術によって隠蔽されているため、ダフティーネ及びダフテスからは文明の存在しない星と見做されている。
時空断裂に巻き込まれるなどして銀河に取り残された人間を保護する役目も担っており、多くの人間が暮らしている。
ラーザ
アズライト星系に存在する文明惑星。
『スターオーシャン4 -THE LAST HOPE-』に登場した異世界の地球「アナザーアース」そのものであり、消滅したと思われていたアナザーアースが空間断裂に飲み込まれ作中舞台の世界に転移していたもの。
転移により太陽系からアズライト星系に移動したことで大きな惑星環境の変化が起こり、そのため人口は10分の1にまで減少、文明も大きく後退したが、以後670年が経ち現在は宇宙開発を行える段階に進歩している。
言語や文化、人間の遺伝子構造までも地球のものとほぼ変わらないが、アズライト星系の環境に適応するため、耐性遺伝子「フォーチュン・ベイビー」が組み込まれている。
一般のラーザ人はこのような歴史を知らずラーザが「地球」という名前であったことも知る由がないが、一部の高官らはかつての「地球」への回帰を画策している。
オーベル
アズライト星系に存在する文明惑星。アズライト星系ではラーザと並び立つ唯一の惑星である。
亜人や、他星系では魔物にあたる種族で構成されており、その中には獣化したダフテス人の移民も含まれている。ヒューマンのみで構成されるラーザとは大きく異なるが、異種族間での対立も激しい。
一部の種族は魔界の王であるアスモデウスを古来から信仰しており、ウルザ・システムを利用してジヴェルにアスモデウスを指導者として召喚させた。
ラーザとは惑星戦争の最中だが、ラーザを太陽系の「地球」に回帰させる目的を持つラーザ高官とアズライト星系の派遣を握りたいオーベル軍の目的が一致したため、現在は上層部同士による結託が行われている。
リガス
アズライト星系に存在する、惑星インカルの衛星。
エネルギー不足に危機感を覚え宇宙開発を始めたラーザやオーベルによる紋章石採掘が行われていたが、紋章石が枯渇したことで用をなさなくなり、リガスの採掘者はそのままスターダスト・バザールの立ち上げに携わった。
ラズリ
ラーザとオーベルの中間に位置する小さな岩石惑星。
大気は人間の生存に適するものの、資源が存在しないためにラーザ、オーベルの双方から興味を抱かれていなかったが、20年前より突如両軍がこの星の領有権を巡って争うことになった。
多くの人間はその理由に疑問を抱いていたが、その目的はラズリに存在する門「ウルザ・システム」を利用してラーザを「地球」へと回帰させることにあった。
ケビンはいち早くこの危険性に気づき、門を「ラズリ・ストーン」と呼び、この星に単独で居住し他の人類が近づかないよう管理を行っている。
スターダスト・バザール
アズライト星系に存在する独立小惑星帯。
リガスで採掘されていた紋章石が枯渇した後、こちらに紋章石の鉱山帯が発見されたことで、ケビンによって立ち上げられた。
独立を貫いているためラーザ・オーベル共に不干渉となっており、積極的な救助こそしていないものの、救助を求めて来た戦災難民も受け入れている。
当初から雑多な人々が暮らしているため内部での対立もあまり無く、軍事力も強固であるため、難民の有力な受け入れ先となりつつラーザ、オーベルの両勢力に睨みを利かせている。

## 用語
紋章石
表面に紋章の刻まれた光る石で、強大なエネルギーを秘めている。エネルギーが失われ劣化すると、光は鈍くなる。
リーシュの召喚術を使用するには必要不可欠であるほか、アズライト星系でもエネルギー源として汎用的に利用されている。
バーベッド
宇宙の各地で見られる正体不明のモンスター。惑星エスペランスで一行を襲った際にコロが「バーベッド」と名付け、以降はその名前で呼ばれている。
光る棘が全身に刺さったような姿が特徴であり、多くは既存の生物が由来だが、機械由来となっているものも見られる。
ダフティーネではカーリンの召喚紋章術によってダフテスから呼び出された獣人がこの姿となっており、現地民から「バッシェンの獣」と呼ばれている。
CS計画
「惑星コールドスリープ計画」の略称。惑星ランビュランス全土に広がっている奇病「灼死病」から人民を守るため、非感染者を宇宙基地へ移送した上で惑星全体をコールドスリープさせる計画。
しかし、そのために必要となる膨大なエネルギーは未開惑星に「パルスタワー」と呼ばれる塔を建設することで土壌改造を行い、レアメタルを採掘して賄われていたことから、惑星環境を破壊してしまう人道上の問題が生じていた。
リーシュが紋章術によって主人公の灼死病を治療した際に抗体が生まれ、灼死病根絶に向けての道筋が整ったことで計画は凍結となった。
ダフテスの使い
数年に一度、聖地アジールが「月影の梯子」と呼ばれる通り道によってダフテスと繋がった際にダフテスから衛星を経由してやって来るとされる使い。
ダフティーネに文明を超えた圧倒的な力をもたらすとされており、ルバーリカとバッシェンの両国はこの力を手に入れるために戦争を行っている。
しかし、実際は聖地アジールによって起きる時空断裂に巻き込まれた人間であり、ダフティーネにもたらされる「力」とは単に文明の発達した惑星から人間がやってきた結果に過ぎない。
聖地アジール
ダフティーネに存在する巨大な島であり、数年に一度海底から浮上して大陸となる。
これは200年前にマスティマが「時空間遡行の紋章」の実験を行った際にそれに反応して浮上、紋章を妨害したことが切っ掛けとなったもので、これにより定期的な時空断裂が発生するようになった。
内部には旧作で登場した「パージ神殿」と同様の機構が存在し、FD世界の人間によって作成された異常検知機構であることが示唆されている。
その存在がダフティーネに戦争を引き起こしていること、ジヴェルが時空断裂を悪用しようとしていることを知ったマスティマは主人公達にアジールの破壊を提案、最終的にGFSS-3214Fの砲撃によって破壊された。
ウルザ・システム
ラズリに存在する石で作られた門。同様のものが宇宙の各地に存在すると言われ、惑星ネーデもこれを利用しようとしたことがある。
「事象抽出」の力を持ち、召喚術の力を与えれば記憶から過去の映像を見ることができるほか、力が強ければ時を超えて人や物を呼び出すことも可能となる。
強い紋章力を持ち、アズライト星系で紋章石が多数産出されるのもこのウルザ・システムが設置されていることによる。
名称から『スターオーシャン Till the End of Time』で登場したウルザ石窟寺院に設置されていた門と同様のものであることが示唆されている。

## スタッフ
- プロデューサー - 小林秀一
- ゲームデザイン - 則本真樹
- 開発プロデューサー / ディレクター - 小島創
- 運営プロデューサー- 甲斐聖現
- リードR&Dプログラマー / シナリオコンセプト - 五反田義治
- シナリオ - 中澤光博（株式会社ORG）、和ヶ原聡司（第二章『-Twin Eclipse-』より）
- サウンドディレクター - 志知道彦
- 作曲 - 桜庭統
- メインビジュアル - あきまん
- オープニングアニメーション - ツインエンジン

## 主題歌

### 各章メインテーマ
『だから僕は不幸に縋っていました』
歌 - 神様、僕は気づいてしまった
第一章の主題歌。ロックバンド「神様、僕は気づいてしまった」は本作が初の楽曲提供となる。
『何度でも』
歌 - CIVILIAN
第二章『-Twin Eclipse-』の主題歌。
『Vanishment』
歌 - SHADOW OF LAFFANDOR（矢内景子）
第三章『-The Leash Code-』の主題歌。

### キャラクターソング
| 楽曲                 | キャラクター                            | 作詞           | 作曲     | 編曲     | 備考                                         |
| -------------------- | --------------------------------------- | -------------- | -------- | -------- | -------------------------------------------- |
| ami d’enfance        | レイミ・サイオンジ（CV:福圓美里）       | NOBE           | KOJI oba | KOJI oba | キャラクター「歌星レイミ」テーマソング       |
| 未知数スターブリンク | ベルダ・クレーマン（CV:井澤詩織）       | 中野領太       | 中野領太 | 中野領太 | キャラクター「歌星ベルダ」テーマソング       |
| Sweet Tips           | ミキ・ソーヴェスタ（CV:東山奈央）       | ヤマモトショウ | 釣俊輔   | 釣俊輔   | キャラクター「歌星ミキ」テーマソング         |
| My Own Starlight     | イヴリーシュ（CV:上坂すみれ）           | 霜月はるか     | 桜庭統   | 桜庭統   | キャラクター「歌星イヴリーシュ」テーマソング |
| LOVE CONNECTION      | ソフィア・エスティード（CV:榎本温子）   | 矢内景子       | 近谷直之 | 近谷直之 | キャラクター「歌星ソフィア」テーマソング     |
| Blue Wishes          | レナ・ランフォード（CV:水樹奈々）       | 霜月はるか     | 桜庭統   | 桜庭統   | キャラクター「歌星レナ」テーマソング         |
| Enjoy this game      | フェイト・ラインゴッド（CV:保志総一朗） | 霜月はるか     | 桜庭統   | 桜庭統   | キャラクター「歌星フェイト」テーマソング     |
| Over the Nights      | ティカ・ブランシュ（CV:悠木碧）         | 矢内景子       | 近谷直之 | 近谷直之 | キャラクター「歌星ティカ」テーマソング       |
| Presence of mine     | カーリン・ケイソン（CV:赤崎千夏）       | 矢内景子       | 近谷直之 | 近谷直之 | キャラクター「歌星カーリン」テーマソング     |

## コラボレーション
本作では以下のゲーム作品や漫画・公式番組とのコラボレーションが行われている。
コラボキャラのピックアップガチャが行われる他にそれぞれのコラボキャラの専用武器やコラボ限定アクセサリーがイベントで入手する事が出来る。コラボキャラはガチャで入手すればコラボ期間終了後もいつでもそのキャラを使用する事が出来る。
☆はホーム画面で3Dモデルのコラボキャラの表示に対応となっているコラボ作品。

### トライエース製タイトル
- ヴァルキリープロファイル ☆- 2017年1月26日から2月23日まで第1弾が開催。レナス、シルメリアが参戦した。同年12月28日から2018年1月31日まで第2弾が開催。蒼穹のレナス、フレイ、アーリィ、アリューゼ、メルティーナ、レザード・ヴァレスが参戦したほか、レナス、シルメリアの覚醒が解放された。第2弾のコラボイベントはゲーム本編の後日談となっている。2020年7月9日から7月30日まで第3弾が開催。アリーシャ、ルーファスが参戦した。同時にレナス、シルメリアを除く6体の上方修正とアシストスキルの実装が順次行われ、さらにアリーシャ、ルーファスを含む10体全てがホーム画面での3Dモデルのキャラ表示に対応となった。同年9月24日から10月15日まで第4弾が開催。ヴァルキリー、超越者レザードが参戦した。2018年9月20日から9月30日まで蒼穹のレナス、アーリィ、メルティーナを除く5体をピックアップした復刻ガチャが開催され、2019年12月26日から2020年1月9日までと同年7月9日から7月30日までと同年9月24日から10月15日までこれまで登場した8体全て（ガチャは4体ずつ2種類に分割）をピックアップした復刻ガチャが開催され、2021年2月10日から3月4日まで一部を除く復刻ガチャが開催され、粛清のフレイ、フレイアが参戦した。
- エンド オブ エタニティ - 2017年4月27日から5月31日まで第1弾が開催。リーンベル、リーンベル（ウエディングドレスver.）が参戦した。2018年4月26日から5月24日まで第2弾が開催。渚のリーンベル、ゼファー、ヴァシュロンが参戦したほか、リーンベル、リーンベル（ウエディングドレスver.）の覚醒が解放され、これによりチームヴァシュロンのメンバーが全員参戦となった。また、第2弾のコラボイベントはゲーム本編の後日談となっており、本編発売元のセガゲームスが協力・監修している。2018年10月11日から10月25日までと2020年4月23日から5月14日までこれまで登場した5体全てをピックアップした復刻ガチャが開催された。初のセガ作品とのコラボレーションとなる。
- インフィニット アンディスカバリー - 2017年11月16日から12月14日まで開催。カペル、アーヤ、シグムントが参戦した。2019年7月11日から7月25日までこの3体全てをピックアップした復刻ガチャが開催され、同時に上方修正やアシストスキルとラッシュアシストの実装が行われた。
- ラジアータ ストーリーズ☆ - 2019年3月28日から4月18日まで開催。ジャック・ラッセル、リドリー・ティンバーレイクが参戦した。2020年5月21日から6月11日までこの2体をピックアップした復刻ガチャが開催され、同時に上方修正が行われた。

### 非トライエースタイトル
- ファイナルファンタジー ブレイブエクスヴィアス（エイリム開発）☆ - 2017年9月28日から10月26日まで開催。レイン、ラスウェル、フィーナが参戦した。2019年8月8日から8月29日までラスウェルを除く2体をピックアップした復刻ガチャが開催され、同時に上方修正やアシストスキルとラッシュアシストの実装が行われた。さらにサクラ大戦コラボ以前のコラボキャラとしては初めてホーム画面での3Dモデルのキャラ表示に対応となった。また、本コラボの開催のために同キャラのボイスが初めて録り下ろされた。唯一のスクウェア・エニックスのスマートデバイス向けアプリゲームとのコラボレーション。
- ニーア オートマタ（プラチナゲームズ開発） - 2018年2月28日から3月29日まで開催。2B、9S、A2が参戦した。2018年12月27日から2019年1月24日まで[注 6]と2020年2月27日から3月12日までこの3体全てをピックアップした復刻ガチャが開催され、同時に上方修正やコラボキャラとしては初となるアシストスキルとラッシュアシストの実装が行われた。
- サクラ大戦シリーズ（セガゲームス開発・販売）☆ - 2019年1月17日から2月7日までサクラ大戦コラボとして第1弾が開催。真宮寺さくら、エリカ・フォンティーヌ、ジェミニ・サンライズが参戦した。2020年3月26日から4月23日まで新サクラ大戦コラボとして第2弾が開催。天宮さくら、東雲初穂、クラリス、望月あざみ、アナスタシア・パルマが参戦した。また、2020年3月19日から4月23日まで第1弾キャラ3体をピックアップした復刻ガチャも開催された。セガ作品とのコラボレーションはEoEに次いで2作目となる。
- GUILTY GEAR Xrd REV 2（アークシステムワークス開発・販売）☆ - 2019年4月25日から5月16日まで第1弾が開催。ソル＝バッドガイ、エルフェルト＝ヴァレンタインが参戦した。2020年1月30日から2月20日まで第2弾が開催された。カイ＝キスク、ディズィーが参戦した。また、カイ、ディズィーを除く2体をピックアップした復刻ガチャも開催され、2021年1月21日から2月18日までこれまで登場した4体全て（ガチャは2体ずつ2種類に分割）をピックアップした復刻ガチャが開催された。初のアークシステムワークス作品とのコラボレーションとなる。
- テイルズ オブ ザ レイズ（バンダイナムコエンターテインメント配信・バンダイナムコスタジオ・ジュピター開発）☆ - 2019年5月25日から6月27日まで開催。クレス・アルベイン、ミント・アドネード、アーチェ・クライン、チェスター・バークライト、ダオスが参戦した。また、2020年10月12日から11月5日までこの5体全てをピックアップした復刻したガチャが開催された。初のバンダイナムコエンターテインメント作品とのコラボレーションとなる。
- ペルソナ3 / ペルソナ4 / ペルソナ5 ザ・ロイヤル（アトラス開発・販売）☆ - 2019年10月10日から11月7日まで開催。結城理[注 7]、鳴上悠[注 8]、ジョーカー、ナビ / 佐倉双葉、芳澤かすみ[注 9]、鏡宮のレナ、フォックス / 喜多川祐介[注 10]が参戦した。また、モナ / モルガナがコラボ期間中だけホーム画面で選択可能なマスコットキャラクターとして参戦したほか、コラボキャラとしては初めて友好度機能が実装された。アトラス書き下ろしのコラボシナリオとなっている。初のアトラス作品とのコラボレーションとなる。

### 非ゲーム作品
- 進撃の巨人☆ - 2019年2月28日から2019年3月14日まで開催。ミカサ・アッカーマン、リヴァイ、エレン・イェーガー[注 10]が参戦した。唯一の漫画作品とのコラボレーション。
- スターラジオーシャン アナムネシス - 公式番組とのコラボレーション。2018年5月20日から5月31日まで第1弾が開催。中村悠一をモデルにしたユーイチ・オークヴィル、マフィア梶田をモデルにしたスティーブ・K・マフィアが参戦した。2019年5月25日から5月30日まで第2弾が開催。杉田智和をモデルにしたトモカズ・フラックが参戦したほか、ユーイチ、マフィアの覚醒が解放された。また、バトルスキルやラッシュコンボの名前は番組のリスナーからの募集から決められ、イラストは本作史上初のWイラストレーターが採用された。

## 公式番組

### 公式生放送
開発者からの「公式生放送」として、公式情報番組『STAR OCEAN PROGRAM』を不定期（平均して4週間に1度ほど）にYouTube、ニコニコ生放送、Periscopeで配信している。
基本的にイベントや新キャラクターの追加に際して放送され、新キャラクターの性能やモデリングの紹介、イベントの紹介、ボスモンスターの紹介（パーソナリティが実戦を行う）等が順に行われる。放送以降次にゲームが更新された際、記念としてゲーム内で紋章石が配布される。
更新に関連するキャラクターの声優が顔出し無しでキャラクターとしてゲスト出演することが多い。
パーソナリティ
- 甲斐聖現（運営プロデューサー）

#10にて、ボスモンスターの討伐に失敗し本名の「聖現（たかあき）」で詰られたことを受け、#10.5以降は「たかあき」名義で登場することが定着している。
- 小林秀一（プロデューサー）
- 水沢柚乃（グラビアアイドル）

本作のキャラクターであるイヴリーシュ名義で、#21から顔出しでコスプレして出演。#19まではコスプレイヤーのこよみが出演していた。
- 半場友恵（声優）

顔出しはせず、スターオーシャンシリーズ共通のキャラクターであるウェルチ・ビンヤード名義で声のみ出演している。
- 山本正剛（芸人、BAN BAN BAN）

#24より、準レギュラーとして不定期に出演。中尾隆聖のモノマネ芸を持つ縁で、本作のキャラクターであるコロを模した被り物とメイクをした「コロ…？」として顔出し出演している。
ゲスト
- 石川界人（#7、フィデル・カミューズ役）
- 吉住梢（#9.5・#18・#25、クレア・ラーズバード役）
- 榎本温子（#10.5、ソフィア・エスティード役）
- 檜山修之（#11・#26、ペーター役）
- 浅川悠（#12・#25、ネル・ゼルファー役）
- 東山奈央（#13・#27、ミキ・ソーヴェスタ役）
- 篠原恵美（#14.5、ミラージュ・コースト役）
- 井澤詩織（#15.5・#21・#23・#27、ベルダ・クレーマン役）
- 広野啓（#16、『ファイナルファンタジー ブレイブエクスヴィアス』プロデューサー）
- 福圓美里（#17、レイミ・サイオンジ役）
- 川村万梨阿（#22、フレイ役）

### 公式ラジオ
『スターラジオーシャン アナムネシス』の番組タイトルで、2016年10月19日から2021年6月23日まで文化放送の超!A&G+枠である水曜21時30分から放送されていたラジオ番組。『スターオーシャン5』での『石川界人・中村悠一のスター"ラジ"オーシャン』、『スター"ラジ"オーシャン』を引き継ぐ形で構成されていた。
パーソナリティ
2016年10月19日 - 2020年9月30日
- 中村悠一（声優・ナレーター）
- マフィア梶田（フリーライター・ラジオパーソナリティ・声優・俳優）

2020年10月7日 - 2021年6月23日
- 上坂すみれ（声優・タレント・歌手）
- 井澤詩織（声優）

『豊永利行・小野友樹の星海RADIO』の番組タイトルで、2018年10月7日から2019年9月29日まで文化放送の超!A&G+枠である日曜22時30分 - 23時 で配信されていた、『スターオーシャン アナムネシス-Twin Eclipse-』と連動したラジオ番組。
パーソナリティ
- 豊永利行（声優・俳優・シンガーソングライター）
- 小野友樹（声優・歌手）

## 小説
『はたらく魔王さま!』等を代表作とする和ヶ原聡司による公式ノベル『STAR OCEAN anamnesis -The Beacon of Hope-』が2017年12月7日から2018年3月19日まで電撃オンラインで隔週連載され、後に加筆・修正し電撃文庫から書籍販売された。挿絵は大熊まい（オンライン掲載版） / エナミカツミ（書籍版）。
ゲーム本編の「ランビュランス編」（第9章まで）のストーリーに肉付けを行ったものが描かれている。ゲーム本編では構造上サブシナリオのみの登場で、メインシナリオに絡むことがないシリーズキャラクターを積極的にストーリーに絡ませたり、主人公（艦長）にキャラクター付けや戦闘描写を加えるなどの試みが見られる。
アプリゲームという特性上からストーリー演出が弱くなりがちで、手軽さを求めストーリーに時間を取りたくないプレイヤーも多いという点から、ストーリーを別にメディア化する手段を模索していたところ、スターオーシャンシリーズのファンである和ヶ原がTwitterで「小説を書かせてほしい」とツイートしたことがプロデューサーの目に留まり企画が実現している。
- STAR OCEAN anamnesis -The Beacon of Hope- 2018年4月10日発売 ISBN 978-4-04-893790-0